# Loysingarflokkurin
Loysingarflokkurin (dansk: Løsrivelsespartiet) var et politisk parti på Færøerne. Det opstillede til lagtingsvalgene i  1932 og 1940, og fik henhenholdsvis 0,2 og 1,6 procent af stemmerne, og dermed ingen mandater i Lagtinget. Blandt kandidaterne var fagforeningslederen Andrea Árting, der opstillede for partiet i Suðurstreymoy i 1940. Partiets vigtigste mål var færøsk løsrivelse fra Danmark.